# Mongstad

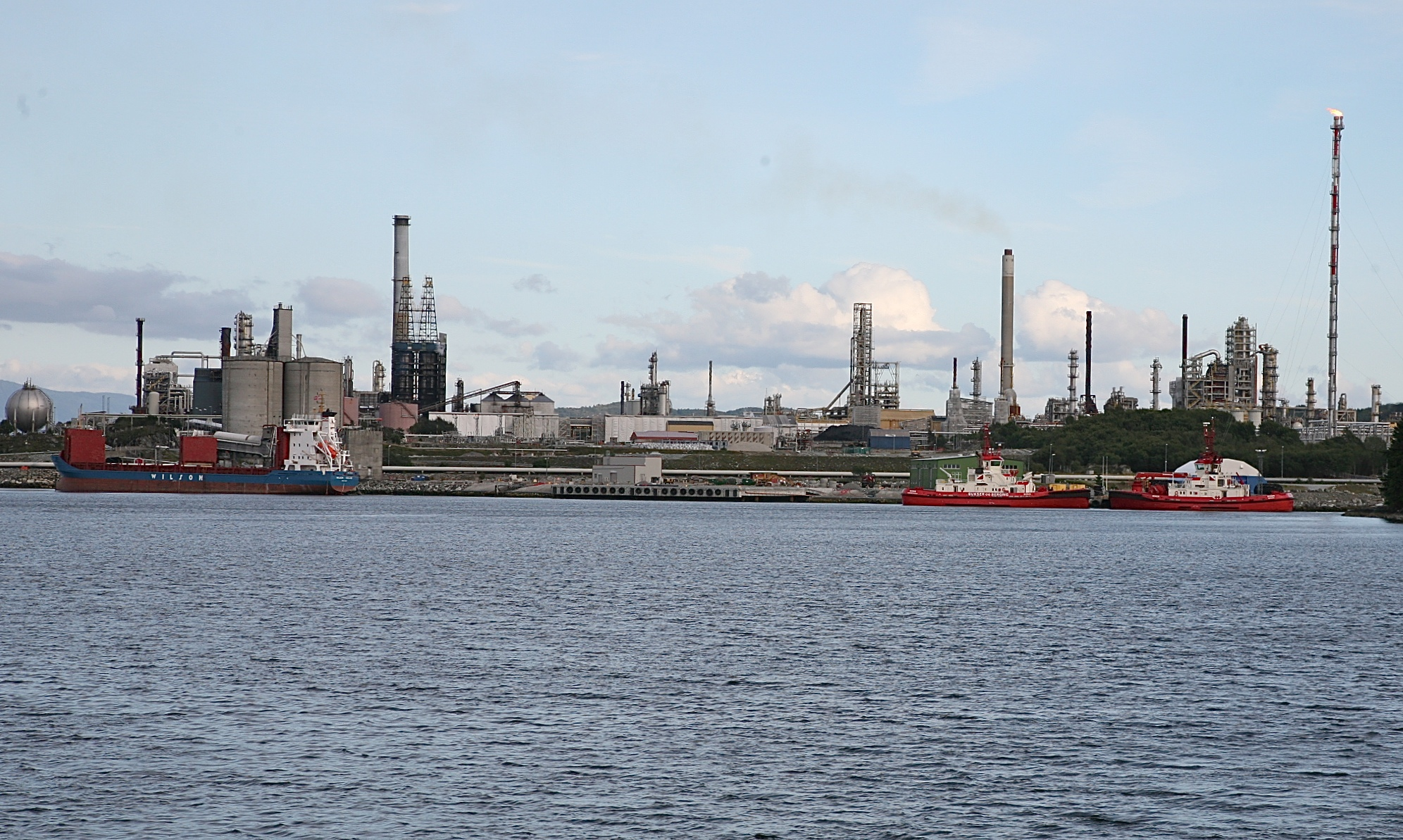
Delar av raffinaderiet

Mongstad är ett oljeraffinaderi som ligger i området med samma namn i Alvers kommun i Vestland fylke på Norges västkust. En mindre del av anläggningen ligger i angränsande Austrheims kommun. Raffinaderiet ägs till 79 procent av StatoilHydro och 21 procent av Shell. All råolja som raffineras i Mongstad kommer från den norska kontinentalplattan och de vanligaste produkterna är bensin, diesel, flygplansbränsle och andra lätta petroleumprodukter. Raffinaderiet har en kapacitet på tio miljoner ton råolja årligen, vilket motsvarar 1,5 gånger Norges totala konsumtion. Av de färdiga produkterna exporteras större delen, främst till europeiska kontinenten.

## Historia
De äldsta delarna av raffinaderiet byggdes i början av 1970-talet, då med en kapacitet av 6,5 miljoner ton per år. År 1989 genomfördes en utbyggnad vilket utökade kapaciteten till åtta miljoner ton. 1996 byggdes en avsvavlingsanläggning för diesel och gasolja och 1997 byggdes en anläggning för minskning av bensenhalt. På grund av nya EU-regler från 2005 byggdes år 2003 en avsvavlingsanläggning för bensin.